# Sofya Berdovich
Sofya Berdovich, née le 31 octobre 1988, est une handballeuse russe.

## Clubs
- 2005-2009 :  HC Dinamo Volgograd
- 2009-2010 :  ES Besançon
- 2010-2011 :  Bergerac Handball
- 201?-2014 :  Yutz Handball féminin
- 2014-? :  Union sportive Altkirch